# Omar Lafluf
Omar Lafluf Hebeich (* 3. Juli 1954 in Young) ist ein uruguayischer Politiker.

## Ausbildung und Privates
Der Weg seiner schulischen Bildung führte über die Escuela Nr.17 "Domingo de Arce", sowie die Gymnasien von Young und Paysandú. In letzterem bereitete er sich im Rahmen eines Bakkalaureatsstudiums auf sein sodann folgendes Studium an der Universidad de la República (UdelaR) vor, das er 1974 an der tiermedizinischen Fakultät aufnahm. Nachdem er sein Studium 1981 erfolgreich mit der Promotion beendet hatte, arbeitete er anschließend bis 1999 als Tiermediziner und später auf organisatorischer Ebene in der Agrargenossenschaft von Young (Cooperativa Agraria de Young, CADYL). Im Rahmen seiner dortigen Tätigkeit verbrachte er 1984 stipendiumunterstützt ein halbes Jahr zur Fortbildung im Bereich Tierzucht in Schweden. Von 2000 bis 2005 hatte er dann die Position des Generalmanagers der Agrargenossenschaft von Salto (Cooperativa Agraria de Salto, Calsal) inne.
Lafluf, der als fünfter Sohn des Ehepaars Pedro Lafluf und Margarita Hebeich in der uruguayischen Kleinstadt Young geboren wurde, ist seit 1982 mit Adriana Berezán verheiratet. Aus dieser Ehe stammen die beiden Söhne Yesabel und Pedro Ignacio. Der Anhänger des Club Atlético Peñarol trat in der Vergangenheit zudem wiederholt als Förderer des Ferrocarril Fútbol Club in Erscheinung.

## Politische Karriere
Der seit 1971 politisch zunächst sowohl in der Jugendorganisation seiner Partei als auch im Movimiento Por la Patria engagierte Lafluf ist Mitglied der Partido Nacional. 1994 und 2000 unternahm er zwei im Ergebnis erfolglose Anläufe, sich zum Intendente von Río Negro wählen zu lassen. Bei den Parlamentswahlen vom 31. Oktober 2004 gelang ihm dann der Einzug als Abgeordneter in die Cámara de Representantes, wo er sodann in der 46. Legislaturperiode ab dem 15. Februar des Folgejahres seinen Platz einnahm. Im Rahmen seiner parlamentarischen Tätigkeit war unter anderem Initiator zweier bedeutender Projekte. Dazu gehörte die Einrichtung eines parlamentarischen Ausschusses in Bezug auf die departamentale Regierungsebene und die Dezentralisierung. Bei den Kommunalwahlen im Mai 2005 unternahm er einen weiteren Versuch, das Amt des Intendente von Río Negro zu erlangen, der dieses Mal von Erfolg gekrönt war. Nachdem er Anfang Februar 2010 zunächst zur Vorbereitung seiner erneuten Kandidatur zurücktrat und Ruben Di Giovanni am 2. Februar seine Position übernahm wurde er am 9. Mai 2010 für eine weitere Wahlperiode von den Wählern bis 2015 im Amt bestätigt. Er ist zudem seit 16. Juli 2010 amtierender Präsident des uruguayischen Intendentenkongresses.